# Stanisław Sasin Karśnicki
Stanisław Sasin Karśnicki herbu Jastrzębiec (zm. po 29 stycznia 1602 roku) – marszałek Sejmu 1595 roku, sędzia ziemski sieradzki w latach 1578–1602, podsędek sieradzki w latach 1570–1578, burgrabia krakowski w latach 1574–1576.
Poseł na sejm koronacyjny 1574 roku, sejm 1582 roku, sejm 1585 roku, sejm koronacyjny 1587/1588 roku, sejm pacyfikacyjny 1589 roku z województwa sieradzkiego, podpisał traktat bytomsko-będziński. Poseł na sejm 1590 roku z województwa sieradzkiego, deputat do wybierania kwarty.